# 日本ホテル協会
一般社団法人日本ホテル協会（にほんホテルきょうかい、英: Japan Hotel Association）とは、全国約242のホテルが加盟している団体である。

## 概要
1909年（明治42年）6月に、28のホテルが日本ホテル組合を創立。同年9月に現名称に変更。1941年（昭和16年）に鉄道省（現：国土交通省）の認可を受け、社団法人日本ホテル協会となる。1952年（昭和27年）に国際ホテル協会に加盟。2014年（平成26年）1月、一般社団法人へ移行。